# Seirarctia echo
Seirarctia echo là một loài bướm đêm thuộc phân họ Arctiinae, họ Erebidae.